# Малинники (Білорусь)
Малинники (біл. вёска Малннікы) — село в складі Пуховицького району Мінської області, Білорусь. Село підпорядковане Пережирській сільській раді, розташоване в центральній частині області.